# Långtjärnen (Silleruds socken, Värmland)
Långtjärnen är en sjö i Årjängs kommun i Värmland och ingår i Göta älvs huvudavrinningsområde. Sjöns area är 0,042 kvadratkilometer och den befinner sig 211 meter över havet.